# Vasapapagei

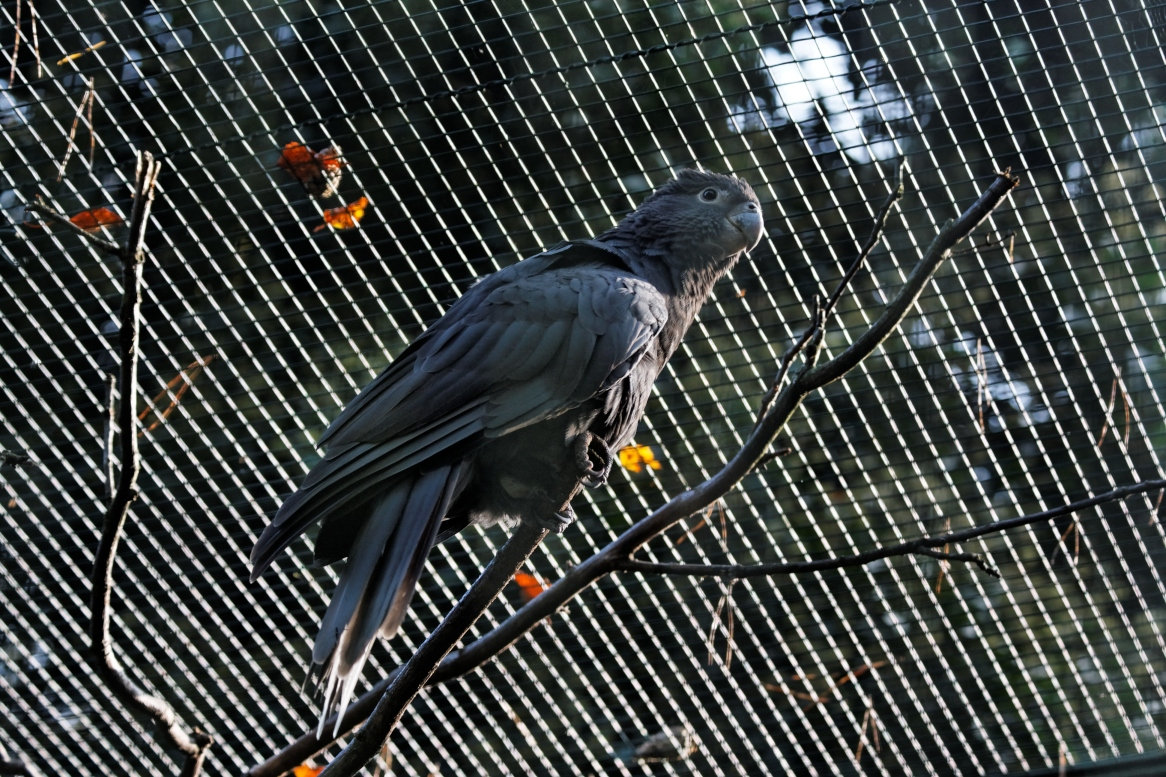
Vasapapagei

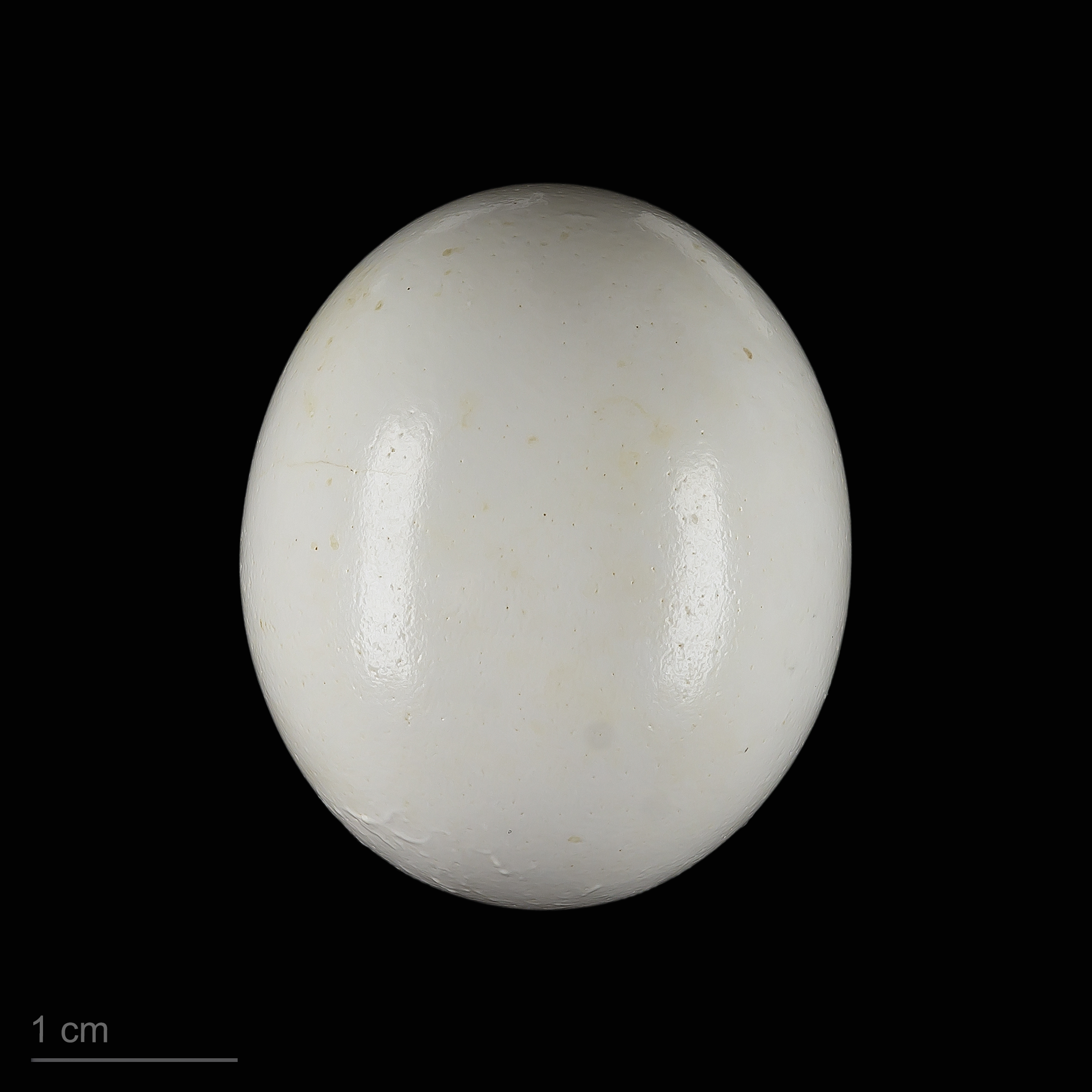
Coracopsis vasa

Der Vasapapagei (Coracopsis vasa) auch Große Vasapapagei ist eine auf Madagaskar und den Komoren lebende Papageienart. Zusammen mit dem Rabenpapagei (Coracopsis nigra) bildet er die Gattung der Vasapapageien (Coracopsis).

## Aussehen
Vasapapageien erreichen eine Länge von rund 50 Zentimetern und ein Gewicht von 480 Gramm. Die Tiere der Nominatform (C. v. vasa) sind schwarzbraun gefärbt, wobei die Flügel grau sein können. Sie haben deutlich sichtbare, unbefiederte Augenringe. Der wuchtige Schnabel, der deutlich größer als der des Kleinen Vasapapageien ist, ist hornfarben. Nach der Mauser ist der Schnabel grauschwarz gefärbt. Die Geschlechter weisen keinen Geschlechtsdimorphismus auf, nur die Weibchen verlieren während des Brütens Federn am Kopf, wodurch die gelblich-orange Haut durchschimmert. Die Unterarten C. v. drouhardi und C. v. comorensis ähneln der Nominatform, sind aber etwas heller.

## Verbreitungsgebiet
Die Nominatform C. v. vasa lebt im östlichen Madagaskar, die Unterart C. v. drouhardi im Westen dieser Insel und C. v. comorensis auf den Komoren. Sie bewohnen verschiedene Lebensräume und sind in feuchten Wäldern ebenso zu finden wie in Trockenwäldern und Savannen.

## Lebensweise
Der Vasapapagei ist gewöhnlich in kleinen Gruppen von 10 bis 15 Vögeln anzutreffen. Zur Nahrungssuche und zur nächtlichen Rast können sich große Schwärme von bis zu 200 Vögel zusammenfinden. Während ihres Anflugs auf Nahrungs- und Rastplätze fliegen sie hoch über den Baumwipfeln. Sie ernähren sich hauptsächlich von Früchten, Beeren, Nüssen und Sämereien.
Die Paarungszeit liegt zwischen Oktober und Dezember. Das Weibchen legt drei bis vier Eier in Baumhöhlen; die Jungen schlüpfen nach rund 17 Tagen Brutzeit.

## Population
Vasapapageien sind weit verbreitet. Sie werden manchmal wegen ihres Fleisches bejagt oder weil sie sich über Feldfrüchte hermachen. Die Art ist laut der IUCN nicht gefährdet (least concern).

## Sonstiges
Alexander von Humboldt hielt 30 Jahre lang einen Vasapapagei names Jakob, den ihm der Großherzog von Sachsen-Weimar-Eisenach vermacht hatte. Nachdem der Papagei gestorben war, schenkte Humboldt ihn dem Berliner Naturkundemuseum. Dort wurde der Vogel präpariert. Das unter anderem durch eine Granate im Zweiten Weltkrieg ramponierte Präparat ist heute wieder zusammengesetzt und fungiert als ein Symbol des Museums.